# Dąbrowa (powiat lubaczowski)
Dąbrowa – wieś w Polsce położona w województwie podkarpackim, w powiecie lubaczowskim, w gminie Lubaczów.
| SIMC    | Nazwa    | Rodzaj           |
| ------- | -------- | ---------------- |
| 0606027 | Holiki   | część wsi        |
| 0606033 | Kornagi  | część wsi        |
| 0606040 | Krause   | część wsi0606027 |
| 0606056 | Mądre    | część wsi        |
| 0606062 | Michalce | część wsi        |
| 0606079 | Szutki   | część wsi        |
| 0606085 | Wasie    | część wsi        |

W II Rzeczypospolitej wieś w powiecie lubaczowskim województwa lwowskiego. W latach 1941–1947 nacjonaliści ukraińscy z OUN-UPA zamordowali tutaj 12 Polaków.
W latach 1975–1998 miejscowość należała administracyjnie do województwa przemyskiego.
Wierni Kościoła rzymskokatolickiego należą do parafii św. Stanisława Biskupa w Lubaczowie. We wsi jest kościół filialny.